# Jens Weißflog
Jens Weißflog (n. 21 iulie 1964, Erlabrunn⁠(d), Saxonia, Germania) este un săritor cu schiurile, medaliat olimpic. A participat la 4 ediții ale Jocurilor Olimpice (1984, 1988, 1992, 1994) în care a câștigat 3 medalii de aur și o medalie de argint.